# Eref-66
eref–66 – polski teatr jednego aktora działający w latach 1966–1981, założony w 1966 w Krakowie przez Ryszarda Filipskiego.
W Krakowie siedziba teatru mieściła się w salce wynajmowanej od Muzeum Etnograficznego przy  placu Wolnica 1. Przedstawienia teatru były stale wystawiane na terenie całej Polski, co z uwagi na wypełnienie repertuaru monodramami, nie stanowiło żadnego problemu. Według oceny Ryszarda Filipskiego w ciągu piętnastu lat istnienia, eref-66 dał około 6 tysięcy przedstawień.
Po kilku latach działalności erefu oprócz założyciela zaczęli wystawiać pod tym szyldem również inny aktorzy. Byli to m.in. Jerzy Aleksander Braszka, Henryk Giżycki, Andrzej Kozak, czy Mieczysław Stoor. Giżycki od 1973 do 1976 był także kierownikiem i reżyserem teatru. Kierownikiem literackim sceny był Ryszard Gontarz, dziennikarz.

## Spektakle
- Ja i mój brat, wykonanie Ryszard Filipski
- Raport z Monachium[2], tekst według prozy Andrzeja Brychta, wyk. R. Filipski
- Co jest za tym murem?[3], tekst Jacek Stwora, wyk. R. Filipski (jako Zdzisław Celebrak)
- Timeo Danaos[4], tekst R. Filipski na podst. spuścizny po Pawle Włodkowicu, wyk. R. Filipski
- Klatka, tekst według powieści Tadeusza Kwiatkowskiego, wyk. Mieczysław Stoor
- Co ma wisieć, nie utonie, tekst według felietonów Krzysztofa T. Toeplitza
- Przed grudniem, tekst Jan Bijata[5], wyk. J.A. Braszka
- Ja–Polak i inni
- Nakaz aresztowania, tekst Zbigniew Jaroń, wyk. R. Filipski
- Ciuchy historii[4], tekst według powieści Siedem grzechów głównych Zbigniewa Załuskiego, wyk. R. Filipski
- Nie ma ratunku – tekst Jan Bijata, wyk. H. Giżycki
- Ostrożnie z ogniem – tekst Leszek Konarski, wyk. J.A. Braszka
- Wytłumacz mi, stary – wyk. R. Filipski

## Kontrowersje
Teatr był wielokrotnie nagradzany i ceniony wśród aktorów zajmujących się monodramem. Jednak na jego ogólnej ocenie zaciążyło polityczne zaangażowanie twórcy erefu-66.
Najgłośniejszych komentarzy w całym kraju doczekał się monodram Ja i mój brat – oskarżany z jednej strony o antysemityzm, z drugiej chwalony za bezkompromisowe odkrywanie trudnej prawdy o latach okupacji. Według Filipskiego:
Był to spektakl, który z największym szacunkiem mówił o Żydach, którym życie zabrali niemieccy siepacze. Było to przedstawienie, które mówiło prawdę o działalności policji żydowskiej, nie powiedziałem w tym spektaklu jednak niczego innego niż to, co pokazał Roman Polański w Pianiście, z tą różnicą, że ja to powiedziałem 31 lat wcześniej.
Scenariusz Mnie i mojego brata oparty został w głównej mierze na filmie dokumentalnym Sprawiedliwi. W filmie tym kontrastowo dobrane przykłady (np. z jednej strony Żegota – z drugiej, jak mówi narrator filmu, rozsiani po całym świecie bogaci i wpływowi współbracia zdobyli się tylko na wyrazy współczucia) służą do poparcia tezy wyrażonej przez jednego z bohaterów, że Żydzi powinni być wdzięczni chociaż narodowi, a oni jeszcze szkalują. W ten sposób film i w ślad za nim monodram Filipskiego gładko wpisywał się w antysemicką retorykę marca 1968.
Antyniemieckim paszkwilem określono Raport z Monachium, oparty na prozie Andrzeja Brychta. Ten monodram przedstawiał RFN jako kraj, który nie rozliczył się ze swoją przeszłością, będący w zasadzie usankcjonowaną przez zachodnich aliantów kontynuacją III Rzeszy. Na antyniemieckiej retoryce bazował również Timeo Danaos, opisujący stosunki Polaków i Niemców na przestrzeni dziejów. Tytuł – cytat z Wergiliusza – Timeo Danaos et dona ferentes (Lękam się Danaów [Greków], nawet gdy przynoszą dary), był oczywistym nawiązaniem do dwóch nagich mieczy podarowanych przez krzyżackich posłańców Jagielle, które zresztą pojawiały się jako rekwizyt.
Patriotyzm spod znaku syndromu oblężonej twierdzy był znakiem rozpoznawczym erefu-66. Według deklaracji Ryszarda Gontarza, teatr miał rosnąć na ojczystym gruncie, a nie na kosmopolitycznych kombinacjach. Po marcu 1968 kosmopolityzm stał się w partyjnej nowomowie jednym z najcięższych zarzutów. M.in. monodram Ja–Polak i inni poświęcony był rozszyfrowywaniu i krytyce polskich stereotypów na świecie.
Długoletnim organizatorem tras koncertowych w Polsce był Jerzy Puchała

## Nagrody
- 1968 – III Wrocławskie Spotkania Teatrów Jednego Aktora (Wrocław) – II nagroda za monodram Raport z Monachium – R. Filipski
- 1968 – Specjalna nagroda artystyczna Rady Narodowej miasta Krakowa[a][10] – R. Filipski
- 1968 – III Ogólnopolski Przegląd Zawodowych Teatrów Małych Form (Szczecin) – II nagroda publiczności za monodram Raport z Monachium – R. Filipski
- 1969 – IV Ogólnopolski Festiwal Teatrów Jednego Aktora (Wrocław) – nagroda za monodram Co jest za tym murem? – R. Filipski
- 1969 – IV OPZTMF (Szczecin) – Wielka Nagroda Publiczności za monodram Co jest za tym murem – R. Filipski
- 1972 – VII OPZTMF (Szczecin) – Nagroda Jury za rolę w monodramie Przed grudniem – J.A. Braszka
- 1972 – VII OPZTMF (Szczecin) – Wielka Nagroda Publiczności za spektakl Przed grudniem – R. Filipski
- 1973 – VIII OPZTMF (Szczecin) – II Nagroda Publiczności oraz I Nagroda Jury za spektakl Nakaz aresztowania – R. Filipski
- 1974 IX OPZTMF (Szczecin) – Wielka Nagroda Publiczności za spektakl Ciuchy historii – R. Filipski
- 1975 – X OPZTMF (Szczecin) – III Nagroda Publiczności za przedstawienie Nie ma ratunku – H. Giżycki
- 1977 – XII OPZTMF (Szczecin) – II Nagroda Publiczności i Nagroda Jury za rolę w monodramie Ostrożnie z ogniem – J.A. Braszka